# Komitet Obrony Sprawiedliwości
Komitet Obrony Sprawiedliwości (KOS) – porozumienie polskich organizacji skupiających sędziów i prokuratorów oraz organizacji pozarządowych i inicjatyw zaangażowanych w obronę praworządności w Polsce.
KOS został założony 5 czerwca 2018, od tamtego czasu monitoruje i archiwizuje przypadki wywierania politycznego nacisku na sędziów, prokuratorów, adwokatów, radców prawnych i przedstawicieli innych zawodów prawniczych oraz zapewnia im pomoc prawną, wydaje też komunikaty i opinie na temat łamania praworządności w kraju oraz zwraca się z apelami do stosownych władz.

## Działania KOS
- Opinia KOS ws. sytuacji Pierwszej Prezes Sądu Najwyższego – Małgorzaty Gersdorf (26 lipca 2018)[4]
- Opinia KOS ws. odmowy przekazania przez Przewodniczącego nowej Krajowej Rady Sądownictwa odwołań złożonych przez sędziów Sądu Najwyższego (11 sierpnia 2018)[5]
- Opinia KOS ws. wypowiedzi najwyższych urzędników państwowych (14 sierpnia 2018)[6]
- Opinia KOS ws. powoływania sędziów do Izby Dyscyplinarnej Sądu Najwyższego (6 września 2018)[7]
- Komunikat KOS ws. sędziego Waldemara Żurka (8 września 2018)[8]
- Opinia w sprawie niekonstytucyjności Art. 89 zakazującego sędziom wypowiedzi ws. związanych z pełnionym urzędem (20 września 2018)[9]
- Opinia KOS ws. przesłuchania sędziego Igora Tulei (24 października 2018)[10]
- Opinia KOS ws. narastających nacisków na sędziów w związku z ich działalnością publiczną i orzeczniczą (27 listopada 2018)[11]
- Apel Komitetu Obrony Sprawiedliwości KOS (28 listopada 2018)[12]
- Raport „Państwo, które karze”[13] o szykanach i naciskach władzy wobec sędziów i prokuratorów (luty 2019)[14]; zaktualizowany w listopadzie 2021[15]

Partnerzy KOS:
- Stowarzyszenie im. Prof. Zbigniewa Hołdy
- Stowarzyszenie Sędziów Polskich „Iustitia”
- Stowarzyszenie Sędziów „Themis”
- Stowarzyszenie Prokuratorów „Lex super omnia”
- Inicjatywa Obywatelska „Wolne Sądy”
- Helsińska Fundacja Praw Człowieka
- Instytut Prawa i Społeczeństwa INPRIS
- Archiwum im. Wiktora Osiatyńskiego
- Amnesty International
- Forum Obywatelskiego Rozwoju
- Ogólnopolskie Stowarzyszenie Sędziów Sądów Administracyjnych
- Forum Współpracy Sędziów
- Stowarzyszenie Adwokackie „Defensor Iuris”